# Opowieści z krypty
Opowieści z krypty (ang. Tales from the Crypt) – amerykański antologiczny serial telewizyjny utrzymany w stylu horroru i czarnej komedii realizowany w latach 1989–1996. W Polsce, odcinki wydawano od 1995 roku na kasetach VHS nakładem Warner Bros Poland. W telewizji, serial jako pierwszy emitował Polsat od 1999 roku.

## Fabuła
Każdy odcinek jest osobną historią, często z aktorami niewystępującymi w pozostałych. Zaczyna się od krótkiej czołówki, w której kamera zwiedza ponury dwór w ponurą noc, po czym tajemnym przejściem schodzi do krypty. Z jednej z trumien wyskakuje śmiejący się kościotrup z niewielką ilością zachowanych tkanek miękkich - jest to Strażnik Krypty. Wita widzów, popisuje się czarnym humorem, odgrywa krótkie skecze związane z treścią odcinka, a następnie otwiera księgę zawierającą opowieść wprowadzającą do danego odcinka. Główni bohaterowie są na ogół złymi ludźmi lub znaleźli się w niewłaściwym miejscu o niewłaściwej porze, ewentualnie chcieli tylko zarobić. Spotykają na swojej drodze psychopatów lub siły nadprzyrodzone, giną w tragicznych, często makabrycznych okolicznościach. Po części głównej widz znów spotyka się ze Strażnikiem Krypty sardonicznie podsumowującym wszystko.
Mocno złagodzoną wersją przeznaczoną dla młodszych widzów jest serial Opowiastki z krypty.

## Dodatkowe informacje
Serial powstał na podstawie serii komiksów, które ukazywały się w USA w latach 50. Kilka odcinków reżyserowali znani reżyserzy hollywoodzcy: John Frankenheimer, Robert Zemeckis, Richard Donner, Walter Hill, William Friedkin, Tobe Hooper, reżyserii podjęli się także aktorzy: Michael J. Fox, Arnold Schwarzenegger, Tom Hanks, Bob Hoskins, Kyle MacLachlan.

## Obsada
Głosu Strażnikowi z krypty użyczył John Kassir.
W poszczególnych odcinkach wystąpiła plejada znakomitych aktorów, m.in.: Miguel Ferrer, Lance Henriksen, Joe Pantoliano, Patricia Arquette, Kim Delaney, William Hickey, Demi Moore, Beau Bridges, Kirk Douglas, Whoopi Goldberg, Brion James, Kyle MacLachlan, Malcolm McDowell, Tim Roth, Sônia Braga, Timothy Dalton, Blythe Danner, David Morse, Joe Pesci, Christopher Reeve, Mimi Rogers, David Warner, Treat Williams, Clancy Brown, Tim Curry, Héctor Elizondo, Bill Paxton, Lou Diamond Phillips, Martin Sheen, Brooke Shields, Anthony Andrews, Elizabeth McGovern, Ewan McGregor, Natasha Richardson, M. Emmet Walsh, Bruce Boxleitner, Mariel Hemingway, John Rhys-Davies, Ben Cross, Dennis Farina, Brad Pitt, Steve Buscemi, Joan Chen, Patsy Kensit, Perry King, Priscilla Presley, Billy Zane, John Lithgow, Bob Hoskins, Imelda Staunton, David Hemmings, Tia Carrere, Benicio del Toro, John Savage, Brad Dourif, Isabella Rossellini, Dan Aykroyd, Louise Fletcher, Vincent Schiavelli, Tom Hanks, Sherilyn Fenn, Daniel Craig, Carroll Baker, Paul Gleason, Robert Patrick, Lysette Anthony, Roger Ashton-Griffiths, Marg Helgenberger, Anthony LaPaglia, Beverly D’Angelo, Michael J. Fox, Kevin Dillon, Simon Baker, Arnold Schwarzenegger, Jake Busey, Kelly Preston.
W epizodach wystąpiły także znane postacie ze  świata show biznesu czy sportu, jak np.: Roger Daltrey, Iggy Pop, Meat Loaf, Twiggy, Adam Ant, Heavy D, Gregg Allman, Sugar Ray Leonard, Isaac Hayes, Slash, Steve Jones, Richard Donner, Franco Columbu, Joel Silver.

## Spis odcinków
| Sezon 1 (6 odcinków)  | Sezon 1 (6 odcinków) | Sezon 1 (6 odcinków)            | Sezon 1 (6 odcinków)             | Sezon 1 (6 odcinków) |
| #                     | #                    | Tytuł polski                    | Tytuł oryginalny                 | Data premiery w USA  |
| --------------------- | -------------------- | ------------------------------- | -------------------------------- | -------------------- |
| 1.                    | S01E01               | Człowiek, który rozdawał śmierć | The Man Who Was Death            | 10 czerwca 1989      |
| 2.                    | S01E02               | W tę cichą noc                  | And All Through the House        | 10 czerwca 1989      |
| 3.                    | S01E03               | Tu leży kot pogrzebany          | Dig That Cat...He’s Real Gone    | 10 czerwca 1989      |
| 4.                    | S01E04               | Tylko grzechu warta             | Only Sin Deep                    | 14 czerwca 1989      |
| 5.                    | S01E05               | Kochanie chodź się rąbać        | Lover Come Hack To Me            | 21 czerwca 1989      |
| 6.                    | S01E06               | Kolekcja ukończona              | Collection Completed             | 28 czerwca 1989      |
| Sezon 2 (18 odcinków) |                      |                                 |                                  |                      |
| #                     | #                    | Tytuł polski                    | Tytuł oryginalny                 | Data premiery w USA  |
| 7.                    | S02E01               |                                 | Dead Right                       | 21 kwietnia 1990     |
| 8.                    | S02E02               | Przełącznik                     | The Switch                       | 21 kwietnia 1990     |
| 9.                    | S02E03               |                                 | Cutting Cards                    | 21 kwietnia 1990     |
| 10.                   | S02E04               |                                 | 'Til Death                       | 24 kwietnia 1990     |
| 11.                   | S02E05               | Wścibski Trzeci                 | Three's a Crowd                  | 1 maja 1990          |
| 12.                   | S02E06               | Coś Z Grobu                     | The Thing From The Grave         | 8 maja 1990          |
| 13.                   | S02E07               | Poświęcenie                     | The Sacrifice                    | 15 maja 1990         |
| 14.                   | S02E08               | Płacz Głośno                    | For Cryin' Out Loud              | 22 maja 1990         |
| 15.                   | S02E09               |                                 | Four-Sided Triangle              | 29 maja 1990         |
| 16.                   | S02E10               | Lalka Brzuchomówcy              | The Ventriloquist's Dummy        | 5 czerwca 1990       |
| 17.                   | S02E11               |                                 | Judy, You're Not Yourself Today  | 12 czerwca 1990      |
| 18.                   | S02E12               |                                 | Fitting Punishment               | 19 czerwca 1990      |
| 19.                   | S02E13               |                                 | Korman's Kalamity                | 26 czerwca 1990      |
| 20.                   | S02E14               | Nieprawe Łoże                   | Lower Berth                      | 3 lipca 1990         |
| 21.                   | S02E15               |                                 | Mute Witness to Murder           | 10 lipca 1990        |
| 22.                   | S02E16               | Telewizyjny Terror              | Television Terror                | 17 lipca 1990        |
| 23.                   | S02E17               |                                 | My Brother's Keeper              | 24 lipca 1990        |
| 24.                   | S02E18               |                                 | The Secret                       | 31 lipca 1990        |
| Sezon 3 (14 odcinków) |                      |                                 |                                  |                      |
| #                     | #                    | Tytuł polski                    | Tytuł oryginalny                 | Data premiery w USA  |
| 25.                   | S03E01               | Pułapka                         | The Trap                         | 15 czerwca 1991      |
| 26.                   | S03E02               |                                 | Loved to Death                   | 15 czerwca 1991      |
| 27.                   | S03E03               |                                 | Carrion Death                    | 15 czerwca 1991      |
| 28.                   | S03E04               |                                 | Abra Cadaver                     | 19 czerwca 1991      |
| 29.                   | S03E05               |                                 | Top Billing                      | 26 czerwca 1991      |
| 30.                   | S03E06               |                                 | Dead Wait                        | 3 lipca 1991         |
| 31.                   | S03E07               |                                 | The Reluctant Vampire            | 10 lipca 1991        |
| 32.                   | S03E08               |                                 | Easel Kill Ya                    | 17 lipca 1991        |
| 33.                   | S03E09               |                                 | Undertaking Palor                | 24 lipca 1991        |
| 34.                   | S03E10               |                                 | Mournin' Mess                    | 31 lipca 1991        |
| 35.                   | S03E11               |                                 | Split Second                     | 7 sierpnia 1991      |
| 36.                   | S03E12               |                                 | Deadline                         | 14 sierpnia 1991     |
| 37.                   | S03E13               |                                 | Spoiled                          | 21 sierpnia 1991     |
| 38.                   | S03E14               |                                 | Yellow                           | 28 sierpnia 1991     |
| Sezon 4 (14 odcinków) |                      |                                 |                                  |                      |
| #                     | #                    | Tytuł polski                    | Tytuł oryginalny                 | Data premiery w USA  |
| 39.                   | S04E01               |                                 | None but the Lonely Heart        | 27 czerwca 1992      |
| 40.                   | S04E02               |                                 | This'll Kill Ya                  | 27 czerwca 1992      |
| 41.                   | S04E03               |                                 | On a Deadman’s Chest             | 27 czerwca 1992      |
| 42.                   | S04E04               |                                 | Seance                           | 4 lipca 1992         |
| 43.                   | S04E05               |                                 | Beauty Rest                      | 11 lipca 1992        |
| 44.                   | S04E06               |                                 | What’s Cookin'                   | 22 lipca 1992        |
| 45.                   | S04E07               |                                 | The New Arrival                  | 25 lipca 1992        |
| 46.                   | S04E08               |                                 | Showdown                         | 1 sierpnia 1992      |
| 47.                   | S04E09               |                                 | King of the Road                 | 8 sierpnia 1992      |
| 48.                   | S04E10               |                                 | Maniac At Large                  | 19 sierpnia 1992     |
| 49.                   | S04E11               |                                 | Split Personality                | 26 sierpnia 1992     |
| 50.                   | S04E12               |                                 | Strung Along                     | 2 września 1992      |
| 51.                   | S04E13               |                                 | Werewolf Concerto                | 9 września 1992      |
| 52.                   | S04E14               |                                 | Curiosity Killed                 | 16 września 1992     |
| Sezon 5 (13 odcinków) |                      |                                 |                                  |                      |
| #                     | #                    | Tytuł polski                    | Tytuł oryginalny                 | Data premiery w USA  |
| 53.                   | S05E01               |                                 | Death of Some Salesmen           | 2 października 1993  |
| 54.                   | S05E02               |                                 | As Ye Sow                        | 2 października 1993  |
| 55.                   | S05E03               |                                 | Forever Ambergris                | 2 października 1993  |
| 56.                   | S05E04               |                                 | Food for Thought                 | 6 października 1993  |
| 57.                   | S05E05               |                                 | People Who Live in Brass Hearses | 13 października 1993 |
| 58.                   | S05E06               |                                 | Two for the Show                 | 20 października 1993 |
| 59.                   | S05E07               |                                 | House of Horror                  | 27 października 1993 |
| 60.                   | S05E08               |                                 | Well Cooked Hams                 | 3 listopada 1993     |
| 61.                   | S05E09               |                                 | Creep Course                     | 10 listopada 1993    |
| 62.                   | S05E10               |                                 | Came the Dawn                    | 17 listopada 1993    |
| 63.                   | S05E11               |                                 | Oil's Well That Ends Well        | 24 listopada 1993    |
| 64.                   | S05E12               |                                 | Half-Way Horrible                | 1 grudnia 1993       |
| 65.                   | S05E13               |                                 | Till Death Do We Part            | 8 grudnia 1993       |
| Sezon 6 (15 odcinków) |                      |                                 |                                  |                      |
| #                     | #                    | Tytuł polski                    | Tytuł oryginalny                 | Data premiery w USA  |
| 66.                   | S06E01               |                                 | Let the Punishment Fit the Crime | 31 października 1994 |
| 67.                   | S06E02               |                                 | Only Skin Deep                   | 31 października 1994 |
| 68.                   | S06E03               |                                 | Whirlpool                        | 31 października 1994 |
| 69.                   | S06E04               |                                 | Operation Friendship             | 9 listopada 1994     |
| 70.                   | S06E05               |                                 | Revenge Is the Nuts              | 16 listopada 1994    |
| 71.                   | S06E06               |                                 | The Bribe                        | 23 listopada 1994    |
| 72.                   | S06E07               |                                 | The Pit                          | 30 listopada 1994    |
| 73.                   | S06E08               |                                 | The Assassin                     | 7 grudnia 1994       |
| 74.                   | S06E09               |                                 | Staired in Horror                | 14 grudnia 1994      |
| 75.                   | S06E10               |                                 | In the Groove                    | 21 grudnia 1994      |
| 76.                   | S06E11               |                                 | Surprise Party                   | 28 grudnia 1994      |
| 77.                   | S06E12               |                                 | Doctor of Horror                 | 4 stycznia 1995      |
| 78.                   | S06E13               |                                 | Comes the Dawn                   | 11 stycznia 1995     |
| 79.                   | S06E14               |                                 | 99 & 44/100% Pure Horror         | 18 stycznia 1995     |
| 80.                   | S06E15               |                                 | You, Murderer                    | 25 stycznia 1995     |
| Sezon 7 (13 odcinków) |                      |                                 |                                  |                      |
| #                     | #                    | Tytuł polski                    | Tytuł oryginalny                 | Data premiery w USA  |
| 81.                   | S07E01               |                                 | Fatal Caper                      | 19 kwietnia 1996     |
| 82.                   | S07E02               |                                 | Last Respects                    | 26 kwietnia 1996     |
| 83.                   | S07E03               |                                 | A Slight Case of Murder          | 3 maja 1996          |
| 84.                   | S07E04               |                                 | Escape                           | 17 maja 1996         |
| 85.                   | S07E05               |                                 | Horror in the Night              | 24 maja 1996         |
| 86.                   | S07E06               |                                 | Cold War                         | 31 maja 1996         |
| 87.                   | S07E07               |                                 | Kidnapper                        | 7 czerwca 1996       |
| 88.                   | S07E08               |                                 | Report from the Grave            | 14 czerwca 1996      |
| 89.                   | S07E09               |                                 | Smoke Wrings                     | 21 czerwca 1996      |
| 90.                   | S07E10               |                                 | About Face                       | 28 czerwca 1996      |
| 91.                   | S07E11               |                                 | Confession                       | 5 lipca 1996         |
| 92.                   | S07E12               |                                 | Ear Today... Gone Tomorrow       | 12 lipca 1996        |
| 93.                   | S07E13               |                                 | The Third Pig                    | 19 lipca 1996        |

istnieje również wersja animowana dla najmłodszych
oraz trzy pełnometrażowe filmy:
1.Demon Knight
2.Bordello of Blood
3.Ritual